# Гаспарян, Артур Юрьевич
Арту́р Ю́рьевич Гаспаря́н (род. 25 ноября 1962, Ереван, АССР, СССР) — российский журналист и музыкальный критик, публицист, телеведущий. Обозреватель газеты «Московский комсомолец».

## Биография
Артур Гаспарян родился 25 ноября 1962 года в Ереване. В 1963 году семья переехала в Mоскву.
Окончил исторический факультет Высшей Комсомольской школы при ЦК ВЛКСМ. Гаспаряна по распределению должны были направить в Магадан. В это время на правах слушателя ВКШ он принёс в редакцию «Московского комсомольца» статью, в которой изложил свои соображения по поводу поп- и рок-музыки. Статью опубликовали, а Гаспаряна как перспективного журналиста взяли в штат.
Более 25 лет Гаспарян является главным автором и идейным лидером знаменитой музыкальной рубрики «Звуковая дорожка» газеты «Московский комсомолец». Основатель музыкальной премии «Звуковая дорожка» (известной также как ZD Awards). На страницах рубрики «Звуковая дорожка» опубликованы статьи и рецензии Артура Гаспаряна, а также интервью с ведущими представителями российского и мирового шоу-бизнеса. Постоянный обозреватель событий «Евровидения» — один из главных журналистов-экспертов конкурса.

## Награды
- Лауреат национальной музыкальной премии «Овация» в номинации «Журналистика»[3].

- Лауреат профессиональной премии журналистов «Знак качества».[3].

- Медаль «Защитник Белого дома» (после событий Августовского путча) Награжден Президентом РФ Борисом Ельциным[4].

## Образ в художественной литературе
Послужил прототипом одного из персонажей в романе московского писателя Сергея Амана (Хуммедова) «Журналюги».